# Navalcarnero
Navalcarnero – miasto w Hiszpanii, znajduje się w południowo-zachodniej części Wspólnoty Madrytu, około 27 km od stolicy kraju autostradą.

## Atrakcje turystyczne
- Plaza de Segovia
- Kościół parafialny pw Matki Bożej Wniebowzięcia
- Plaza de San Jose
- Puerta del Sol - Pomnik Filipa IV
- Plaza de Alonso de Arreo
- Zabytkowa winiarnia